# Paroxynoticeras
Paroxynoticeras es un género extinto de amonites del Jurásico Inferior que vivió durante el Sinemuriense superior. Los animales pertenecientes a este género tenían caparazones platicónicos con sección de verticilo comprimida y podían crecer hasta alcanzar tamaños grandes. En el caso de ejemplares jóvenes, el ombligo es pequeño, pero aumenta en ejemplares más grandes. El último verticilo es excéntrico, lo que puede ocurrir también en especies relacionadas, Paracymbites. Mientras que en los verticilos exteriores, el venter siempre es redondeado, en los verticilos interiores puede ser tanto redondeado como afilado. La ornamentación en espirales interiores y sutura es similar a Oxynoticeras, pero en los especímenes más grandes, las costillas se volvieron rectas, simples y desafiladas. En estos especímenes más grandes, pueden estar presentes tubérculos mediolaterales.

## Distribución
Se encontraron fósiles pertenecientes a este género en Europa, Túnez y Marruecos.